# Dellroy (Ohio)
Dellroy es una villa ubicada en el condado de Carroll en el estado estadounidense de Ohio. En el Censo de 2010 tenía una población de 356 habitantes y una densidad poblacional de 648,36 personas por km².

## Geografía
Dellroy se encuentra ubicada en las coordenadas 40°33′19″N 81°11′58″O / 40.55528, -81.19944. Según la Oficina del Censo de los Estados Unidos, Dellroy tiene una superficie total de 0.55 km², de la cual 0.47 km² corresponden a tierra firme y (15.09%) 0.08 km² es agua.

## Demografía
Según el censo de 2010, había 356 personas residiendo en Dellroy. La densidad de población era de 648,36 hab./km². De los 356 habitantes, Dellroy estaba compuesto por el 97.19% blancos, el 0.56% eran afroamericanos, el 1.4% eran amerindios, el 0% eran asiáticos, el 0% eran isleños del Pacífico, el 0% eran de otras razas y el 0.84% pertenecían a dos o más razas. Del total de la población el 0.56% eran hispanos o latinos de cualquier raza.